# 死票
死票（しひょう、英: Wasted vote）は、選挙において、その票を投じた有権者を代表する当選者がいない票。通常は落票を死票として考える場合もある（後述の少数代表法を参照）。死に票（しにひょう）ともいう。

## 代表法と死票の発生

### 多数代表法
多数代表法とは、選挙区の多数派の意思をできる限り議席に直結させようとする代表法をいう。
多数代表法の典型例が小選挙区制である。小選挙区制では候補者の力が伯仲すると死票が増えるという特徴がある。

### 少数代表法
少数代表法とは、選挙区の少数派の意思も議席に反映させようとする代表法をいう。大選挙区制限連記制や大選挙区単記制が少数代表法にあたる。
少数代表法では多数代表法である小選挙区制よりも死票は少なくなる。ただし、多数派の候補者の一部に得票が集中して当選に最小限必要であった票数を超えると、当落には影響を及ぼさない票（広義の死票）が発生し、多数派では実際に獲得できる議席数が減ってしまうことがある。つまり、政党間の選挙戦略や選挙運動の巧拙が選挙結果に大きく影響するという特徴がある。

### 比例代表法
比例代表法とは、選挙区内の有権者の意見や利害の分布を正確に議席に反映させようとする代表法をいう。
比例代表法（比例代表制）では死票が少なくなる傾向にある。比例代表制には単記移譲式と名簿式があるが、特に、単記移譲式は有権者の死票を可能な限り少なくなるようにする点に主眼がおかれ、名簿式は有権者の支持政党の勢力比が可能な限り議席数に反映させるようにする点に主眼がおかれている。

## 各国の選挙制度

### 日本の選挙制度
1996年以降の衆議院議員選挙（小選挙区比例代表並立制）では、比例名簿との重複候補は復活当選となる可能性がある。比例名簿において他の重複候補と同一順位か否かに関わらず、復活当選した候補者への票は基本的に死票に該当しないとされる。しかし政党の視点から見れば、これらの票は政党議席増加に使われない点で死票に相当する（ただし、2000年衆院選以降は重複立候補者が全員供託金没収点以下の得票で比例議席を没収された例がある）。小選挙区で政党議席の増加に失敗して落選した者が、比例のみで立候補した者の当選枠を奪うということもあり「小選挙区当選の議員バッジは金、比例代表当選は銀、復活当選は銅」と揶揄される。
2001年以降の参議院議員選挙（非拘束名簿式比例代表制）では、落選した候補者に投じられた個人名得票は所属する政党の得票として扱われるため、死票になるとは限らない。例えば、2010年の第22回参議院議員通常選挙では、落選した候補者の個人名得票を合計するだけで、民主党、自由民主党では各1人の当選分の得票（約112万票）を上回る計算になる。

### アメリカ合衆国の選挙制度
アメリカ合衆国大統領選挙では、共和党・民主党の二大政党以外の候補への投票はほとんど死票となることが確定しているといってよいが、ジョージ・ウォレス、ロス・ペローなど第三勢力の候補者が大きな注目を集めた例が過去に存在する。